# Ghost Mice

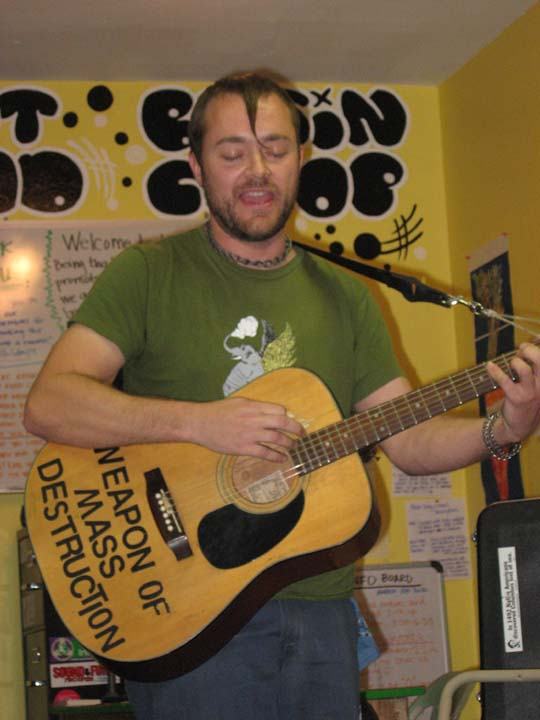
Chris Clavin (2007)

Ghost Mice est un duo punk folk DIY (do it yourself) originaire de Bloomington dans l'Indiana (USA), créé en 2002.
Il fut créé à partir des cendres des groupes pop punk The Devil is Electric et Operation : Cliff Clavin. Christopher Johnston (Chris Clavin) et Hannah Jones (Indiana Jones) ont décidé de créer un groupe acoustique pour tourner plus facilement et pratiquement partout.

## Autres membres
- Pascal Benvenuti - ukulélé, mandoline, concertina, basse, chœurs
- Matty Pop Chart - accordéon, batterie
- Lily Richeson - violoncelle
- Greg Wells - bruits et respirations
- Eric Ayotte - mandoline
- Marty Sprowles - batterie, percussion

## Label
Chris Clavin a créé son propre label, Plan-it-x, avec lequel il sort les disques de Ghost Mice ainsi que de bon nombre de ses amis comme Matty Pop Chart, Madeline, Erin Tobey, the Bananas, One Reason ou This Bike is a Pipe Bomb.

## Discographie
- Ghost Mice - CDR - Plan-It-X Records, 2002 (out of print)
- The Debt of the Dead - CD - Plan-It-X Records, 2004
- Europe - CD - Plan-It-X Records, LP - No Idea Records 2006

### Splits
- Ghost Mice/Saw Wheel Split - CD - Hill Billy Stew Records, 2003
- Rymodee/Ghost Mice Split - CD - Friends and Relatives Records, 2003
- Ghost Mice/Defiance, Ohio Split - CD Plan-It-X Records, 2004
- Pretty Hot/Ghost Mice Split - CD - Anti-Creative Records, 2005
- Ghost Mice/Paul Baribeau Split - CDR - Plan-It-X Records, Cassette tape - I Eat Tapes!, 2006
- Ghost Mice/Andrew Jackson Jihad -CD- Plan-It-X Records, 2007
- Ghost Mice/Brook Pridemore - 7" - Crafty Records/Plan-It-X Records, 2008
- ONSIND/Ghost Mice - 7" - Discount Horse Records, 2009
- Heathers/Ghost Mice Split

### Live Albums
- Live At The Nest - CD - DIY Bandits, 2006

### Compilations
- Collection One: Fairy Battle - LP - Valiant Death Records, 2006 (compilation of Ghost Mice tracks previously appearing on splits)
- The Three Dollar Gallon - CD - Crafty Records, December 16, 2006

## Autres supports
Ils apparaissent dans le documentaire irlandais Roll Up Your Sleeves de Dylan Haskins (2008).